# Serém de Baixo
Serém de Baixo é uma pequena localidade portuguesa da freguesia de Macinhata do Vouga, do Município de Águeda e Distrito de Aveiro.

## Cronologia
- 1514 - foi "vila" com foral dado por D. Manuel
- 1832, antes - extinção do concelho[1][2]